# Mozilla Public License
Mozilla Public License (MPL) — одна из лицензий на свободное программное обеспечение. Версия 1.0 была разработана Митчелл Бейкер во время её работы адвокатом в Netscape Communications Corporation.
Версия 1.1 была разработана в рамках Mozilla Foundation совместно с Netscape Public License, которая включала в себя лицензию MPL 1.1 с дополнительным пунктом, в котором компании Netscape Communications разрешается использовать исходные тексты даже в несвободных версиях программы.
Выпуск MPL 2.0 стал результатом двухлетнего процесса, в котором была пересмотрена MPL 1.1 . Основные концепции в MPL 2.0 оставлены неизменными, но обновленный текст значительно упрощен, формализован и досконально проанализирован юристами .
MPL содержит в себе черты модифицированной лицензии BSD и GNU General Public License.
MPL используется в качестве лицензии для Mozilla Suite, Mozilla Firefox, Mozilla Thunderbird и других программ, разработанных Mozilla. Она также была адаптирована другими разработчиками, в особенности Sun Microsystems, в качестве лицензии (Common Development and Distribution License) для OpenSolaris, версии Solaris с открытыми исходными кодами.
Считается, что лицензия MPL обеспечивает слабый копилефт.
Исходный код, скопированный или изменённый под лицензией MPL, должен быть лицензирован по правилам MPL. В отличие от более строгих свободных лицензий, код под лицензией MPL может быть объединен в одной программе с проприетарными файлами. Например, Netscape 6 и 7 представляли собой проприетарные версии Mozilla Suite, а начиная с версии 8 — Mozilla Firefox. Таким образом, после приобретения Netscape AOL Time Warner последняя обладает эксклюзивными правами на эти проприетарные версии.
Фонд свободного программного обеспечения признает MPL 1.1 свободной лицензией, не гарантирующей, однако, строгого копилефта. MPL имеет «некоторые сложные ограничения», которые делают её несовместимой с GNU GPL.
Из-за этой несовместимости Фонд не рекомендует использовать MPL в чистом виде, то есть, без использования множественного лицензирования совместно с GPL или совместимой с ней лицензией. Множественное лицензирование возможно благодаря разделу 13 MPL. MPL также одобрена в качестве открытой лицензии Open Source Initiative.
Фонд свободного ПО также признаёт свободной MPL 2.0. Она имеет некоторую совместимость, если не указано на отсутствие таковой, с GNU GPL 2.0, GNU LGPL 2.1, или GNU AGPL 3.0. При переходе с MPL 1.1 на 2.0 отсутствие совместимости должно быть заявлено, если MPL 1.1 использовалась не вместе с соответствующими лицензиями GNU.
Mozilla Suite и Firefox были перелицензированы под множественной лицензией, включающей MPL, GPL и LGPL.

## Список лицензий, базирующихся на MPL
- Common Development and Distribution License
- Public Documentation License
- Sun Public License
- AROS Public License
- SugarCRM Public License[13]
- Erlang Public License[14]
- gSOAP Public License[15]
- Common Public Attribution License[16]
- Terracotta Public License[17]
- Openbravo Public License[18]